# Charles Leander Weed
Charles Leander Weed (1824 - 1903) é um fotógrafo norte-americano.
Ele é melhor conhecido pelos seu trabalho de documentação fotográfica do Parque Nacional de Yosemite.